# 32944 Ґуссаллі
32944 Ґуссаллі (32944 Gussalli) — астероїд головного поясу, відкритий 19 листопада 1995 року.
Тіссеранів параметр щодо Юпітера — 3,199.